# Creixell
Creixell település Spanyolországban, Tarragona tartományban. Creixell Bonastre, Roda de Berà, Torredembarra és La Pobla de Montornès községekkel határos. Lakosainak száma 4190 fő (2024).

## Népesség
A település népessége az elmúlt években az alábbi módon változott:
| Lakosok száma | 261  | 614  | 311  | 250  | 632  | 2411 | 3219 | 3480 | 3642 | 4190 |
|               | 1717 | 1887 | 1936 | 1960 | 1986 | 2004 | 2009 | 2014 | 2019 | 2024 |